# Niederländische Volleyballnationalmannschaft der Männer
Die niederländische Volleyballnationalmannschaft der Männer ist eine Auswahl der besten niederländischen Spieler, die den Nederlandse Volleybal Bond bei internationalen Turnieren und Länderspielen repräsentiert.

## Geschichte

### Weltmeisterschaft
Bei der ersten Volleyball-Weltmeisterschaft 1949 belegten die Niederländer den zehnten und letzten Platz. 1956 sowie von 1962 bis 1978 erreichten sie Platzierungen zwischen zwölf und sechzehn. Nach zwei verpassten Turnieren kamen sie 1990 als Siebter zurück. 1994 unterlagen sie Italien erst im Endspiel. 1998 und 2002 wurden sie Sechster und Neunter. Bei der WM 2006 waren sie nicht dabei.

### Olympische Spiele
Das erste olympische Volleyballturnier 1964 in Tokio beendeten die Niederländer als Achter. Nach dem fünften Platz 1988 unterlagen sie 1992 gegen Brasilien erst im Finale. 1996 in Atlanta wurden sie im Endspiel gegen Italien Olympiasieger. Bei den Spielen 2000 und 2004 belegten sie die Plätze fünf und neun. Für Peking 2008 und London 2012 konnten sich die Niederländer nicht qualifizieren.

### Europameisterschaft
Bei der ersten Volleyball-Europameisterschaft 1948 belegten die Niederlande den letzten von sechs Plätzen. 1950 und 1955 fehlten sie. 1951 sowie von 1958 bis 1977 erreichten sie Platzierungen zwischen neun und fünfzehn. Nach den verpassten Turnieren 1979 und 1981 kehrten sie 1983 als Zehnter zurück. Auch 1985 im eigenen Land kamen sie nicht über dieses Ergebnis hinaus. Zwei Jahre später im Nachbarland Belgien steigerten sie sich auf Rang fünf. Es folgten zwei dritte Plätze. 1993 und 1995 unterlagen die Niederländer im Finale jeweils 2:3 gegen Italien. 1997 wurden sie als Gastgeber im Endspiel gegen Jugoslawien Europameister. Anschließend belegten sie die Plätze fünf, acht und sechs. Bei den Turnieren 2005 und 2007 scheiterten sie in der Vorrunde bzw. in der zweiten Runde. Bei der Europameisterschaft 2015 in Bulgarien und Italien schlugen sie in der Vorrunde Tschechien (3:1) und Deutschland (3:2) und verloren in Sofia gegen Co-Gastgeber Bulgarien (2:3). Im Achtelfinale verloren sie 0:3 gegen Slowenien und belegten letztlich Platz 9.

### World Cup
Bei der Premiere des World Cup wurden die Niederländer Zehnter. 1995 nahmen sie zum zweiten Mal teil und mussten sich nur den Italienern geschlagen geben.

### Weltliga
Bei der ersten Ausgabe der Weltliga unterlagen die Niederländer nur gegen Italien. Es folgten zwei vierte Plätze. 1993 und 1995 schieden die Niederländer in der Vorrunde aus, dazwischen wurden sie Fünfter. 1996 gewannen sie den Wettbewerb vor eigenem Publikum gegen Italien. Anschließend wurden sie Vierter und Dritter. Von 1999 bis 2003 scheiterten sie immer in der Vorrunde oder zweiten Runde. 2013 nahmen sie nach erfolgter Qualifikation wieder an der Weltliga teil. In der Gruppenphase wurden sie Zweiter hinter Kanada und verpassten die Teilnahme an der Endrunde nur um einen Punkt und wurden 7. 2014 wurden sie 12. und 2015 belegten sie den 13. Platz.

### Europaliga
Bei der Premiere der Europaliga wurden die Niederländer 2004 Dritter. 2005 waren sie nicht dabei, aber 2006 gewannen sie den Wettbewerb im Finale gegen Kroatien. Die Titelverteidigung misslang mit dem siebten Platz im Jahr 2007. Beim Final Four 2008 unterlagen sie erst im Finale gegen die Slowakei. 2011 verpassten sie knapp die Endrunde. 2012 gewannen sie die Europaliga durch ein 3:2 im Finale in Ankara gegen den Gastgeber Türkei. In der anschließenden Qualifikation zur Weltliga 2013 schlugen sie zunächst die Dominikanische Republik (3:0;3:2) und Portugal (3:2; 3:2).

### Nations League
An der Volleyball Nations League nahm die Niederlande erstmals 2021 teil. Das bislang beste Ergebnis gelang 2022 mit dem achten Platz in der Vorrunde und dem damit verbundenen Einzug ins Viertelfinale der Finalrunde. Dort verloren sie 1:3 gegen Italien.